# Валерий из Альвито
Валерий Альвитский (итал. Valerio di Alvito) — святой мученик, воин Римский. День памяти — вторник после Троицына дня, но, чтобы дать возможность всем альвитанцам участвовать в праздновании, он откладывается на следующую пятницу и субботу.
Мощи святого были перенесены 6 июня 1656 года из катакомб святого Кириака в Риме в Альвито, покровителем которого он является, в церковь Святого Симеона Пророка. Его молили о помощи от тяжелой чумы, которая произошла в том году.
Согласно местному преданию святой мученик Валерий защитил город Альвито от бомбардировок Второй мировой войны. Это был единственный центр долины Комино, как и Сан-Донато-Валь-ди-Комино, который не сообщил о серьёзных повреждениях и не имел перемещенных лиц. Он также считался защитником некоторых местных воинов,  просивших о его заступничестве и спасшихся во время сражений.